# Ahlstrom-Munksjö
Pour l'entreprise historique (1850-2000), voir Ahlstrom (entreprise).
Ahlstrom-Munksjö est une entreprise active dans la fabrication de matériaux à base de fibres. La mission d’Ahlstrom-Munksjö est d'élargir le rôle des solutions à base de fibres pour assurer une vie quotidienne durable.

## Produits
L’offre comprend des matériaux filtrants, des supports anti-adhésifs, des matériaux pour la filtration des aliments et des boissons, des papiers décors, des supports pour papiers abrasifs et rubans de masquage, des papiers électrotechniques, des matériaux en fibre de verre, des matériaux en fibres pour le domaine médical et les solutions de diagnostic médical, ainsi qu'une gamme de papiers spéciaux pour les secteurs industriels et des produits de consommation.
Le chiffre d'affaires annuel net est d'environ 3 milliards d'euros et la société emploie environ 8000 personnes (2018). La société est cotée au Nasdaq d'Helsinki et de Stockholm.

## Histoire
En 2017, la société Ahlstrom fusionne avec la société suédoise Munksjö.
En juillet 2018, Ahlstrom-Munksjö annonce l'acquisition d'Expera, une entreprise américaine également spécialisée dans le papier, pour 615 millions de dollars.
En 2019, le groupe ferme une ligne de production à Stenay, dans la Meuse, et licencie 77 salariés.
En 2023, alors bénéficiaire en France, le groupe décide de lancer un "processus de consultation" des représentants syndicaux" en vue d'une cession ou d'une fermeture du site. Cette fermeture de site provoquerait le licenciement de 131 salariés et de 450 emplois indirects dans une région fortement désindustrialisée. L'intersyndicale, organisée, décide de s'organiser et contacte de nombreux médias pour médiatiser l'affaire, obligeant le groupe à répondre au communiqué de l'intersyndicale par un autre communiqué.

## Ahlstrom-Munksjö Arches
La filiale Française du groupe est établie depuis 1999 à Arches (Vosges). SIREN 428 720 668.
|                                        | 2014  | 2015  | 2016 | 2017  | 2018  |
| -------------------------------------- | ----- | ----- | ---- | ----- | ----- |
| Chiffre d'affaires en millions d'euros | 159,1 | 156,3 | 150  | 152;3 | 152,9 |
| Résultat net en millions d'euros       | 8,3   | 11,6  | 5,8  | 4,4   | 1,9   |
| Effectif moyen annuel                  | 474   | nc    | 453  | 490   | 494   |